# 焦竟翟
焦竟翟（英語：David Chiao，1990年3月23日—），台灣新竹市人，台灣電影製作美術工作者。
焦竟翟于1990年出生于新竹市，2018 年起在洛杉磯參與多部國際合拍片拍攝，其中一部講述南斯拉夫內戰、以克羅埃西亞獨立戰爭為背景的外語片作品《湯瑪斯日記》，獲選派拉蒙國際電影節年度9 大佳片，並拿下國際多項大獎。此片也使他入圍紐西蘭威靈頓獨立電影節最佳美術設計，並獲委內瑞拉國際電影節美術設計獎，由此他開始正式入行，開啟了創作之途。
返台後，他開始為中華電視公司電視電影《寸尺》（英語：Savile Row）擔任美術指導，該片於2018年11月22日開拍，華視主頻2019年3月17日上檔。

## 電影美術作品
- 2018 年 《湯瑪斯日記》[1][2]
- 2019 年 《寸尺》[3][4]

## MV 設計作品
- 2020 年 查某囡仔 李千那《舊衫櫥》
- 2014 年 黃苡涵《女兒村》

## 廣告設計作品
- 2014 年 新竹市再動起來 蔡仁堅《市長競選廣告 感動篇》
- 2014 年 母親節：向所有的超級媽媽們致敬 蔡仁堅《市長競選廣告》

## 獎項
- 第1 屆紐西蘭威靈頓國際電影節最佳美術設計提名（2018 年《湯瑪斯日記》）
- 第19 屆委內瑞拉委內瑞拉國際電影節最佳美術設計獲獎（2018 年《湯瑪斯日記》）

## 外部連結
- 《湯瑪斯日記》IMDb  （页面存档备份，存于）